# Cepelos (Vale de Cambra)
Cepelos es una freguesia portuguesa del concelho de Vale de Cambra, en el distrito de Aveiro, con 19,27 km² de superficie y 1.313 habitantes (2011). Su densidad de población es de 68,1 hab/km².
Freguesia rural afectada por un fuerte proceso de descenso demográfico (tenía 1759 habitantes en el censo de 1991), el territorio de Cepelos ocupa la franja central del municipio de Vale de Cambra. En su patrimonio histórico-artístico cabe señalar el rústico puente de Cavalos sobre el arroyo Casal, difícil de datar, pero probablemente de origen medieval o de principios de la Edad Moderna.